# Deutsches Werkzeugmuseum
Deutsches Werkzeugmuseum – muzeum zlokalizowane w mieście Remscheid, w jego części Hasten, na obszarze kraju związkowego Nadrenia Północna-Westfalia w Niemczech.

## Opis
Muzeum o profilu technicznym, zajmuje powierzchnię 1700 m². Założone w 1967 jako jedyne tego rodzaju w Niemczech. Mieści bogatą kolekcję narzędzi obrazujących ich rozwój, w kontekście inżynieryjnym, społecznym i kulturalnym. Prezentowane są narzędzia od epoki kamienia łupanego, aż po XXI wiek. Kolekcja ma ponadregionalne znaczenie, ukazującą historię rozwoju rzemiosła i przemysłu. Kolekcja muzeum obejmuje narzędzia ręczne, obrabiarki i elektronarzędzia.
Wraz z przebudową muzeum, przeprowadzoną w latach 1995–1996 opracowano nową koncepcję muzealną. Obecnie rolą muzeum jest ukazanie znaczenia miasta i okolic Remscheid, jako ważnego centrum niemieckiej branży narzędziowej. Dokumentuje również rozwój produkcji narzędzi, wykorzystanie narzędzi, handlu nimi oraz ich dystrybucję na obszarze całych Niemiec.